# Лимозано
Лимоза̀но (на италиански: Limosano) е село и община в Централна Италия, провинция Кампобасо, регион Молизе. Разположено е на 586 m надморска височина. Населението на общината е 843 души (към 2010 г.).